# Dictionnaire historique de la langue française
Ne doit pas être confondu avec Dictionnaire historique de la langue française (Académie française).
Le Dictionnaire historique de la langue française est un dictionnaire étymologique et historique dirigé par Alain Rey, rédigé par Alain Rey, Marianne Tomi, Tristan Hordé et Chantal Tanet et édité par les Dictionnaires Le Robert.
En 1992, la première édition s'est vendue en France à près de 100 000 exemplaires,,.

## Éditions
- La première édition en deux volumes grand format parait en 1992[4].
- Une deuxième édition enrichie parait en septembre 1995, toujours en deux volumes grand format,  (ISBN 2-85036-402-9) relié 29 cm [Vol. 1 (1157 pages)  (ISBN 2-85036-405-3) ; Vol. 2 (2384 pages)  (ISBN 2-85036-406-1)].
- Une troisième édition enrichie, en trois volumes de format réduit, est publiée en 1998  (ISBN 2-85036-532-7) et pour le tome 3  (ISBN 2-85036-565-3).
- En juillet 2010, une quatrième édition revue, augmentée et enrichie voit le jour, sous la forme d'un seul volume grand format. Cette édition a été enrichie par Alain Rey uniquement, afin que celui-ci puisse trancher seul certaines difficultés ou ambiguïtés[5]  (ISBN 978-2-84902-997-8).
- En août 2012 parait une nouvelle version en trois volumes, dite « version poche », de l'édition de 2010[6],[7] (ISBN 978-2321000679).
- En octobre 2016 parait la cinquième édition augmentée en deux volumes grand format (ISBN 9782321007265).
- En octobre 2019 parait une édition[8] en trois volumes de format réduit reprenant globalement le contenu de l'édition précédente de 2016  (ISBN 9782321014096).
- En octobre 2022 parait la sixième édition, dite « édition ultime », revue et enrichie par Alain Rey, en deux volumes grand format dans un coffret blanc[9],[10]  (ISBN 9782321016502).

Sur la couverture de la quatrième édition, on peut lire l'épigraphe d'Alain Rey : « Derrière les dizaines de milliers d'histoires que content les mots du français, derrière la variété des usages de cette langue dans cinq continents, ce dictionnaire dévoile l'unité profonde d'une manière de penser, d'une vision du monde. »